# Muzeum Ceramiki Kaszubskiej Neclów
Muzeum Ceramiki Kaszubskiej Neclów w Chmielnie – powstałe w roku 1993 z inicjatywy Zrzeszenia Kaszubsko-Pomorskiego w Chmielnie przy warsztacie wytwórczym rodziny Neclów nad jeziorem Białym. Otwarcie muzeum nastąpiło 23 czerwca zbiegło się z 70. rocznicą wizyty Prezydenta RP Stanisława Wojciechowskiego w warsztacie Franciszka Necla w roku 1923. 
Znajdują się tu eksponaty ceramiki pochodzące z ostatnich 300 lat, bogato zdobione charakterystycznym wzornictwem rodu Neclów, jak i oryginalne sprzęty w warsztatach rzemieślniczych (możliwość obserwacji garncarza przy pracy) z piecem do wypalania ceramiki w piwnicy. Przy muzeum istnieje mały sklepik firmowy umożliwiający dokonanie zakupu oryginalnych pamiątek ceramiki kaszubskiej.

## Historia ceramiki Neclów
Historia chmieleńskiej ceramiki Neclów zaczyna się w roku 1897, kiedy do Chmielna sprowadził się z Kościerzyny pierwszy jej twórca – Franciszek Necel. Chmielno w tym czasie było jednym z największych ośrodków garncarskich, gdzie swoje warsztaty miało kilka rodzin, było więc u kogo praktykować, a oto głównie chodziło Franciszkowi. Z niewielkim zasobem pieniędzy w kieszeni nie mógł jeszcze wtedy marzyć o uruchomieniu własnego warsztatu. Zaczął więc praktykować jako czeladnik w warsztacie Szczepana Kręczkowskiego, który tak jak inni garncarze chmieleńscy zajmował się wyłącznie wyrobem naczyń użytkowych, niezdobionych. Po pewnym czasie, kiedy Franciszek stał się posiadaczem sumy wystarczającej na zakup starego domu, ostatecznie postanowił, że zostaje w Chmielnie. Liczący 31 lat Franciszek Necel VII wraz z żoną Amalią zamieszkali w zakupionej z uzbieranych pieniędzy checzy – czyli strzechą krytej, o ryglowej konstrukcji chatce, położonej malowniczo nad Jeziorem Białym. W 1907 roku postawił obok domu piec garncarski i otworzył własny warsztat, w którym zaczął produkować wyroby podobne do tych, jakie wytwarzali pozostali chmieleńscy garncarze.

### Siedem zasadniczych wzorów stosowanych do zdobienia ceramiki
Poważny wpływ na twórczość zdobnictwa kaszubskiej ceramiki ludowej wywarły klasztory: Norbertanek z Żukowa i Bernardynek z Żarnowca.
Stwierdzono bowiem, że identyczne wzory jak malowidła na skrzyniach, szafach, w hafcie i na ceramice, mają niektóre stare tkaniny znajdujące się w tych klasztorach. Z biegiem lat motywy oraz sploty ornamentacyjne przekazywane z pokolenia na pokolenie poczęły się ustalać tak, że już Franciszek Necel stosował do zdobienia swojej ceramiki siedem zasadniczych wzorów:
- bukiet bzu – najstarszy ornament
- mały tulipan – wzór występujący na Kaszubach we wszystkich dziedzinach zdobnictwa
- duży tulipan – wzór występujący na Kaszubach we wszystkich dziedzinach zdobnictwa
- gwiazda kaszubska – jest motywem geometrycznym znacznie odbiegającym od zestawu elementów zdobniczych w sztuce kaszubskiej
- rybia łuska – motyw ten ma przypominać o obfitości ryb w kaszubskich jeziorach
- wianek kaszubski – przypomina wyglądem wianki plecione przez wiejskie dziewczyny
- lilia – jest najbardziej skomplikowanym wzorem ceramiki neclowskiej, rzadko stosowanym